# (26829) Sakaihoikuen
(26829) Sakaihoikuen est un astéroïde de la ceinture principale.

## Description
(26829) Sakaihoikuen est un astéroïde de la ceinture principale. Il fut découvert le 30 novembre 1989 à Yatsugatake par Yoshio Kushida et Masaru Inoue. Il présente une orbite caractérisée par un demi-grand axe de 2,65 UA, une excentricité de 0,14 et une inclinaison de 11,9° par rapport à l'écliptique.

## Compléments